# Myślenie życzeniowe
Myślenie życzeniowe (ang. wishful thinking) – sposób rozumowania i podejmowania decyzji opierający się na wizji „optymistycznego scenariusza” w miejsce odwoływania się do dowodów i racjonalności. Może być także jednym z objawów psychozy reaktywnej, nerwicy, a nawet schizofrenii. Przed wojną Melchior Wańkowicz ukuł termin chciejstwo.
Typowe przykłady myślenia życzeniowego:
- ekonomista Irving Fisher na parę tygodni przed Czarnym czwartkiem, poprzedzającym tzw. Wielki kryzys, powiedział: „ceny akcji osiągnęły coś, co wygląda jak permanentny płaskowyż”,
- brytyjski premier, Neville Chamberlain, w 1938 r. poinformował opinię publiczną, że Układ monachijski zagwarantował: „pokój naszym czasom”,
- plan Hitlera inwazji na ZSRR – operacja Barbarossa,
- prezydent John F. Kennedy podczas Inwazji na Zatokę Świń wierzył, że pokonani przez kubańskie siły dywersanci CIA „mogą uniknąć całkowitego rozbicia poprzez wtapianie się w okolicę”[1].

## Sofizmat
Będąc błędem poznawczym oraz złym sposobem podejmowania decyzji, myślenie życzeniowe może być ponadto specyficznym sofizmatem, ponieważ zakładamy, że coś jest prawdą (fałszem) tylko dlatego, że sobie tego życzymy. Ma on formę: Chciałbym, aby P było prawdą (fałszem), zatem P jest prawdą (fałszem). Podstawą myślenia życzeniowego jest odwoływanie się do emocji, jest to również rodzaj tzw. fałszywego tropu.
Często na myśleniu życzeniowym odnoszącym się do możliwości człowieka bazuje pseudonauka.
Pokrewne do powyższego sofizmatu są dowód negatywny oraz argumentum ad ignorantiam – Nie zostało udowodnione, że to fałsz, zatem musi być prawdą, i vice versa. Np. wierzący w istnienie UFO może akceptować fakt, że większość zdjęć jest fałszywa, ale twierdzić, że te, które nie zostały zdemaskowane, są oryginalne.